# Friedrich Tiedemann
Pour les articles homonymes, voir Tiedemann.
Friedrich Tiedemann, né le 23 août 1781 à Cassel et mort le 22 janvier 1861 à Munich, est un anatomiste et physiologiste allemand.

## Biographie
Fils du philosophe Dietrich Tiedemann, il étudie la médecine à Marbourg et y obtient en 1804 le titre de docteur en médecine, en soutenant une thèse de doctorat intitulée De cordis polypis (à propos des polypes du cœur). Il y reste alors un semestre de plus pour travailler en tant que privat-docent, avant de se rendre à Wurtzbourg. Il se rend ensuite à Paris pour parfaire ses connaissances en anatomie, en zoologie et en physiologie. Il suit l'enseignement  de Cuvier et rencontre Gall. Il étudie l'anatomie avec Thomas Sömmering.
Il professe l'anatomie à l'université de Landshut en 1805 puis l'anatomie comparée, la physiologie et la zoologie à celle de Heidelberg entre 1816 et 1849. En 1827, il découvre avec le chimiste Leopold Gmelin la taurine dans la bile de bœuf.
En 1832, il reçoit la médaille de Chevalier de l'Ordre du Mérite du Royaume de Bavière, et un an plus tard il est nommé citoyen d'honneur de la ville d'Heidelberg.
Il a la clairvoyance et le courage de remettre complètement en cause les préjugés racistes de nombre de ses pairs, écrivant notamment en 1837 : "Le principal résultat de mes recherches sur le cerveau des Nègres est que, ni d'un point de vue anatomique, ni d'un point de vue physiologique, il n'est possible de justifier le fait que nous les plaçons en dessous des Européens sous le rapport des facultés morales et intellectuelles".
Il décède le 22 janvier 1861 à Munich.

## Œuvres et publications
- Zoologie (1808-1810).
- (de) Anatomie und Naturgeschichte des Drachens, Johann Leonhard Schrag (Nürenberg), 1811, 52 p., Texte intégral.
- Anatomie der Röhren-Holothurie des pomeranzfarbigen Seesterns und Stein-Seeigels, Thomann (Landhut), 1816, 98 p., Texte intégral. Traduction :Anatomie de l'Holothurie et de l'Étoile de mer, [ouvrage auquel l'Institut décerna un prix de 3 000 francs].
- (de) Anatomie und Bildungsgeschichte des Gehirns im Foetus des Menschen nebst einer vergleichenden Darstellung des Hirnbaues in den Thieren, Stein (Nürnberg), 1816,Texte intégral, traduction : Anatomie et histoire de la formation du cerveau dans le fœtus humain (1816), traduction avec un discours préliminaire sur l'étude de la physiologie en général, et sur celle de l'action du cerveau en particulier, par Antoine Jacques Louis Jourdan, J.-B. Baillière (Paris), 1823, lire en ligne sur Gallica.
- (la) Icones cerebri simiarum et quorundam mammalium rariorum, Mohr et Winter (Heidelberg), 1821, Texte intégral.
- (la) Tabulae arteriarum corporis humani, C. F. Müller, 1822, Texte intégral.
- (de) Physiologie des Menschen, Leske (Darmastadt) , 1830-1838, traduction: Traité complet de physiologie de l'homme (1830-38).
- (de) Das Hirn des Negers: mit dem des Europäers und Orang-Outangs verglichen, Karl Winter (Heidelberg), 1837, 84 p., Texte intégral[4].
- (en) Friedrich Tiedemann, « On the Brain of the Negro, compared with that of the european and the orang-outang », Phil. Trans, vol. 126,‎ 1836 (lire en ligne)
- (de) Von der Verengung und Schliessung der Pulsadern in Krankheiten, Groos (Heidelberg und Leipzig), 1843, Texte intégral.
- (de) Geschichte des Tabaks und anderer ähnlicher Genußmittel, Brönner (Frankfurt), 1854 - 440 p., Texte intégral.

Tous ses grands ouvrages ont été traduits en français par Jourdan.
En collaboration
- (de)avec Leopold Gmelin: Die Verdauung nach Versuchen, Groos (Heidelbergund Leipzig), 1831.
- avec Leopold Gmelin: Recherches expérimentales, physiologiques et chimiques, sur la digestion [traduit de l'allemand par Jourdan], J.-B. Baillière (Paris), 1826.